# Ipconfig

Скріншот ipconfig -all.

Ipconfig (англ. internet protocol configuration) — команда, яка використовується в командному рядку, в операційних системах Microsoft Windows.
Команда призначена для відображення всіх поточних мережевих з'єднань, класу TCP/IP і може змінити DHCP і налаштування DNS доменних імен. 
Здебільшого, команда Ipconfig використовується з командного рядка, але її також можна відкрити, перейшовши за адресою  C:\WINDOWS\system32, і запустити exe-файл "ipconfig.exe".

## Можливі параметри
| Параметр                          | Значення |
| --------------------------------- | --- |
| /all                              | Відтворення повної інформації про всі адаптери та параметри з'єднань. |
| /release                          | Обнулення параметрів з'єднання, скинення IP, маски, шлюзу, DNS. |
| /release [адаптер]                | Відправка повідомлення DHCPRELEASE DHCP-серверу для вивільнення поточної конфігурації DHCP та видалення конфігурації IP-адреса для видалення адаптера (або ж усіх адаптерів, якщо він не заданий). Цей параметр відключає протокол TCP/IP для адаптерів, котрі отримують автоматично IP-адресу. |
| /renew                            | Скинення та отримання IP-адреси для певного адаптера, а якщо адаптер не вказаний - то для всіх. Доступне тільки за умови автоматичного отримання IP-адреси. |
| /flushdns                         | Очищення DNS кешу. |
| /registerdns                      | Оновлення всіх зарезервованих адрес DHCP та переєрестрація імен DNS. |
| /displaydns                       | Відображення вмісту кешу DNS. |
| /showclassid [адаптер]            | Відображення коду класу DHCP для вказанного адаптера. Доступне тільки за умови автоматичного отримання IP-адреси. |
| /setclassid [адаптер] [код_класу] | Зміна коду класу DHCP. Доступне тільки за умови автоматичного отримання IP-адреси. |
| /?                                | Довідка. |

## Див.також
- Ifconfig